# Solone, Pokrovske
Solone (în ucraineană Солоне) este un sat în comuna Orlî din raionul Pokrovske, regiunea Dnipropetrovsk, Ucraina.

## Demografie
Componența lingvistică a localității Solone
     Ucraineană (94,44%)
     Rusă (5,56%)
Conform recensământului din 2001, majoritatea populației localității Solone era vorbitoare de ucraineană (94,44%), existând în minoritate și vorbitori de rusă (5,56%).